# Bernadette Lizet
Pour les articles homonymes, voir Lizet.
Bernadette Lizet est une ethnologue française née le 17 juillet 1949. Directrice de recherche honoraire au CNRS, elle a publié de nombreux livres et articles dans le domaine des relations entre les sociétés et la nature.

## Biographie
La formation pluridisciplinaire de Bernadette Lizet commence par la géographie (maîtrise à la Faculté des lettres de Nice, 1971). Elle se poursuit par l'écologie appliquée (thèse de 3e cycle de l'Université d'Orléans, 1980) et se conclut par son ancrage dans sa discipline de référence, l'ethnologie et plus précisément l'ethnozoologie, l'ethnobotanique et l'ethnoécologie. Recrutée dans le laboratoire dirigé par Jacques Barrau en 1981, elle poursuit son parcours de recherche au Muséum national d'Histoire naturelle et devient directrice de recherche en 1999 dans le cadre de l'équipe APSONAT.
Sa recherche se développe dans trois domaines principaux : le paysage, la nature dans la ville, le compagnonnage entre les hommes et les chevaux de travail.
Avec François de Ravignan, agronome à l'INRA, elle publie plusieurs études de paysages ruraux dans lesquelles la lecture des indices floristiques permet de révéler les rapports dynamiques entre une société et son environnement naturel, et de dessiner les tendances leur évolution (canton de Vaour, monts du Forez, montagne audoise). De cette collaboration résultent deux guides pratiques de recherche : Comprendre un paysage (1987) et, dans le même esprit, à partir d'une expérience pédagogique en pays Bamoun, au Cameroun, Comprendre une économie rurale (1981).
Par ailleurs, elle reprend et amplifie dans une perspective ethnologique l'œuvre pionnière de Paul Jovet sur la botanique urbaine. De nombreuses études de terrain trouvent leur aboutissement dans un important ouvrage collectif qui réunit les communications d'un colloque centré sur la valeur d'une nature ordinaire en ville, comme objet d'expérimentation culturelle et sociale : Sauvages dans la ville (1997).
Le place centrale du cheval de travail dans la civilisation européenne fait l'objet d'un livre de référence, plusieurs fois réédité : Le cheval dans la vie quotidienne. Techniques et représentations du cheval de travail dans l'Europe industrielle (1982). Bernadette Lizet y fait revivre un monde d'interactions subtiles, de savoir-faire, de plaisirs et de peines partagés entre les hommes et leurs chevaux. Une grande enquête menée dans plusieurs pays d'Europe développe le questionnement du dernier chapitre de l'ouvrage précédent : Quel avenir pour le cheval de trait ? (Champ de blé, champ de course, 1996). À partir d'une enquête ethnohistorique sur "l'invention" dans le Nivernais d'un cheval noir concurrent du Percheron (La bête noire, à la recherche du cheval parfait, 1989), elle interroge la notion de "sang sous la masse" et invite à une réflexion sur l'émergence des races de trait. Les matériaux d'une longue enquête menée dans les années 1980 autour de plusieurs générations de maquignons sont en cours de dépouillement. Plusieurs centaines d'heures d'entretiens fourniront la texture d'un grand tableau de la vie paysanne en France au moment du tournant de la mécanisation.
Dans la phase ultérieure de son parcours de recherche, Bernadette Lizet a privilégié la problématique de la crise durable de l'environnement et de la quête de nouvelles modalités de domestication de la nature : statut des animaux, normes écologiques et arrangements sociaux, utopies urbaines de la nature. C'est ainsi qu'elle a assumé la direction de l'équipe "Villes naturalisées" jusqu'en 2014, date de son départ à la retraite.
Parallèlement à ses propres travaux, son habilitation à diriger des recherches, obtenue en 1997, concrétise son engagement soutenu dans la transmission et la formation de jeunes collègues qu'elle prend un soin particulier à accompagner après leur doctorat. Le nombre important de ses collaborations à des ouvrages collectifs manifeste son attachement au travail en équipe et aux passerelles entre les disciplines. Membre des conseils scientifiques du Service du Patrimoine naturel du MNHN, de Plantes et Cités, de l'Observatoire de la Biodiversité urbaine (OBDU, Seine Saint-Denis), du Conseil scientifique de la Mission française pour la culture équestre, elle fait également partie de la rédaction de la revue Les Carnets du paysage.
Son goût affirmé pour l'arpentage ethnographique comme préalable à toute forme du publication s'articule à une culture de la curiosité, dans le droit fil d'une longue tradition d'échanges entre disciplines au Muséum national d'Histoire naturelle. La découverte d'un manuscrit lors d'un voyage d'études en Pologne la conduit par exemple à faire publier et à coordonner en 2002 la première édition de ce témoignage exceptionnel (Impressions d'Orient et d'Arabie. Un cavalier polonais chez les Bédouins, 1817-1819). C'est le même esprit d'ouverture et de découverte qui anime les "dix petits terrains" réunis sous le titre Une ethnologue au Jardin des Plantes (2015).

## Principales publications
- "Le jardin, lieu de confrontation culturelle ? Étude de cas d'une vallée de la Haute Savoie", JATBA, année 1979, 26-1, p. 9-27.
- La Côte basque (Biarritz). Évolution du milieu minéral et végétal sous l'influence humaine. Bulletin du Centre d''Études et de Recherches Scientifiques, t.13, fasc.2, 2e semestre. Biarritz : 1980, 418 p.
- Le cheval dans la vie quotidienne : techniques et représentations du cheval de travail dans l'Europe industrielle. Paris : Berger-Levrault, 1982, 360 p. Rééd. Jean-Michel Place, 1985, 220 p. Édition revue et augmentée : Éditions du CNRS, 2020[7], 320 p. (ISBN 978-2-271-13450-9)
- "C'est la montagne qui le donne. Le pottok, petit cheval du Pays basque". Production pastorale et société, no 18,1986, p. 79-90.
- "La liaison dangereuse. Enjeux sociaux du clivage entre les chevaux de selle et les chevaux de trait", in Digard J.P. (dir.), Des Chevaux et des Hommes, équitation et société. Paris : Favre, coll. Caracole, 1988, p. 131-142.
- La bête noire : à la recherche du cheval parfait. Paris : MSH/Mission du Patrimoine ethnologique, Collection Ethnologie de la France,1989, 341 p.  (ISBN 2-7351-0317-X)
- "Naturalistes, herbes folles, terrains vagues". Ethnologie française. Juillet-Septembre 1989, t. 19, no 3, p. 253-272.
- "De la campagne à la 'nature ordinaire'. Génie écologique, paysages et traditions paysannes". Études rurales, 1991, 121-124. p. 169-184.
- "L'herbe violente. Enquête ethnobotanique en pays brionnais".Études rurales. 1993, 129-130, p. 129-146.
- Champ de blé, champ de course : nouveaux usages du cheval de trait en Europe. Paris : Jean-Michel Place, 1996, 320 p. Récompensé par le prix Pégase en 1997.  (ISBN 978-2-8589-3284-9)
- "Le cheval arabe du Nejd et le système des races orientales dans le manuscrit de Wenceslas Severyn Rzewuski. Anthropozoologica. Muséum national d'Histoire naturelle, Publications scientifiques, vol. 39, no 1, 2004, p.79-97.
- "Théâtres végétaux dans la ville : jalons pour une ethnobotanique urbaine", in Hallé F. & Lieutaghi P. (dir.), Des plantes et des hommes. Paris : Fayard, 2009, p. 576-607.
- "Le cheval français en morceaux. Statut de l'animal, statut de la viande", Anthropozoologica, Muséum d'Histoire naturelle, Publications scientifiques, vol. 45, no 1, 2010, p. 137-148.
- "Des chevaux de trait pour ménager la nature", in Bonnain-Dulon R., Cloarec J. & Dubost F. (dir.), Ruralités contemporaines. Paris, L'Harmattan, 2011, p. 190-216.
- Une ethnologue au Jardin des plantes. Dix petits terrains. Paris : Petit Génie/MNHN, 2015, 361 p.  (ISBN 979-10-93104-05-8)
- "L'homme est aujourd'hui sur une crête, devant l'abîme qu'il a creusé". Préface à la réédition de Destruction et Protection de la Nature, de Roger Heim. Paris : CNRS éditions, 2020, p. 7 à 23.
- Le cheval en robe de mariée. Paris : CNRS éditions, 2024. Récompensé par le prix Cadre noir.

## En collaboration
- (avec Jovet P.), "La végétation des entrepôts de Bercy, dynamique historique d'un paysage végétal urbain", JATBA, année 1980, 27-3-4, p.169-201.
- (avec De Ravignan, F., en collab. avec I. Kante et l'I.P.D.), Comprendre une économie rurale, guide pratique de recherche. Paris : L'Harmattan. Collection Alternatives paysannes, 1981, 152 p.  (ISBN 2-85802-189-9)
- (avec De Ravignan, F.), Comprendre un paysage, guide pratique de recherche. Paris : INRA, 1987 (3 rééd.), 149 p. (ISBN 2-85340-951-1)
- (avec Ravis-Giordani G., éds.), Des bêtes et des hommes. Le rapport à l'animal, un jeu sur la distance. Paris : Édition du Comité des Travaux historiques et scientifiques, 1995, 371 p. (ISBN 2-7355-0315-1)
- (avec Wolf A.E. & Celecia J., éds.), Sauvages dans la ville. De l'inventaire naturaliste à l'écologie urbaine. Hommage à Paul Jovet (1896-1991). Paris : JATBA, 1997, 607 p. Rééd. Publications scientifiques du Muséum, 1999, 607 p. ( (ISBN 978-2-85653-525-7))
- (avec Aubaile-Sallenave F., Daszkiewicz P. & Wolf A.E. pour l'établissement du texte - édition coordonnée par Lizet B. à partir du manuscrit du Comte Waclav Seweryn Rzewuski conservé à la Bibliothèque nationale de Pologne), Impressions d'Orient et d'Arabie : un cavalier polonais chez les Bédouins 1817-1819. Paris : José Corti/Muséum National d'Histoire Naturelle, 2002, 711 p. (ISBN 2-7143-0797-3)
- (avec Dubost F., éds.), "Bienfaisante nature"[8], Communications 74, 2003, 237 p.
- (avec Larrère R. & Berlan-Darqué M., éds.), Histoire des parcs nationaux. Comment prendre soin de la nature ordinaire ? Paris : Quæ, 2009, 235 p.  (ISBN 2759213021), 9782759213023)
- (avec Brisebarre A.M. & Delavigne A.E., éds.), "Viandes et sociétés : les consommations ordinaires et extraordinaires". Anthropozoologica, Publications scientifiques du Muséum d'Histoire naturelle, 45 (1), 2010, 224 p.
- (avec Rumelhart M., éds.), Écologies à l'œuvre. Les Carnets du paysage, Actes Sud/École nationale supérieure du paysage, no 19, 2010, 222 p.
- (avec Millet J., éds.), Animal certifié conforme. Déchiffrer nos relations avec le vivant. Paris : Dunod/ Muséum national d'Histoire naturelle, Universciences, 2012, 265 p.  (ISBN 978-2-10-058285-3)
- (avec Morel N., Pellegrini P., Machon N., Cheptou P.P.), "Trame verte : les pieds d'arbres à la croisée des chemins", in Clergeau P. & Blanc N. (éds.), Trames vertes urbaines, de la recherche scientifique au projet urbain. Paris : Le Moniteur, 2013, p. 169-187. (ISBN 9782281129212)
- (avec Bahuchet, S.), "André-Georges Haudricourt, le passe-muraille qui aimait les plantes. Extraits de L'homme et les plantes cultivées", in Inventer des plantes, Les carnets du paysage, Actes Sud/École nationale supérieure du paysage no 26, 2014, p. 20-33  (ISBN 978-2-330-02890-9)
- (avec Blanc J. & Juhé-Beaulaton D.), "Un nouvel élan pour l'ethnobotanique au Muséum national d'Histoire naturelle", in Actes du 16e séminaire annuel d'ethnobotanique du domaine européen de Salagon, "C'est quoi, l'ethnobotanique ?", 6 & 7 octobre 2017, Forcalquier, 2019, 11 p.

## Participation à des films
- Éric Cloué. Paul Jovet, un botaniste dans la ville. Établissement public du Parc et de la Grande Halle de La Villette. Distribution Universcience. 1983. 47 min.
- Bernadette Lizet & Henry Colomer. Plessage à Montaillé. CNRS/MNHN, 2004, 19 min.